# Kōstas Mexas
Kōnstantinos Mexas, detto Kōstas (in greco Κωνσταντίνος "Κώστας" Μέξας?; Corfù, 25 ottobre 1976), è un allenatore di pallacanestro greco.